# Xert
Xert (em valenciano e oficialmente) ou Chert (em castelhano) é um município da Espanha na província de Castelló, Comunidade Valenciana. Tem 82,5 km² de área e em 2021 tinha 686 habitantes (densidade: 8,3 hab./km²).

## Demografia
| Variação demográfica do município entre 1991 e 2004 | Variação demográfica do município entre 1991 e 2004 | Variação demográfica do município entre 1991 e 2004 | Variação demográfica do município entre 1991 e 2004 |
| --------------------------------------------------- | --------------------------------------------------- | --------------------------------------------------- | --------------------------------------------------- |
| 1991                                                | 1996                                                | 2001                                                | 2004                                                |
| 1038                                                | 938                                                 | 898                                                 | 896                                                 |